# Richard FitzPatrick (1er baron Gowran)
Richard FitzPatrick, 1er baron Gowran (mort le 9 juin 1727) est un capitaine Anglo-Irlandais de la marine britannique issu de l'antique lignée des Mac Giolla Phádraig,.

## Biographie
Richard FitzPatrick est le fils puiné de John Fitzpatrick de Castletown, dans le Queen's County, issu de l'union de ce dernier avec Elizabeth, 4e fille de Thomas Butler, Vicomte Thurles (en), and relict of[James Purcell of Loughmoe.
Il intègre la Royal Navy et est nommé le 14 mai 1687 commandant du  HMS Richmond (1655). Le 24 mai 1688, il est fait capitaine du HMS Assurance (1646), d'où il est transféré en 1689 sur le  HMS Larke (1675), au bord duquel il combat les Français dans la  Mer du Nord. Having distinguished himself on that station, il est promu le 11 janvier 1690 au commandement du HMS St Albans, un navire de quatrième rang, avec lequel il capture le 18 juillet  au large de Rame Head (en), une frégate française de 36 canons, après un combat de quatre heures, au cours duquel l'ennemi perd 40 hommes tués ou blessés, alors que les pertes à bord du St Albans se limitent à quatre hommes; le navire français était si brisé qu'il a dû être remorqué à Plymouth.
En février 1690, il pousse à l'échouage deux frégates françaises et contribue à éliminer quatorze navires marchands d'un convoi de vingt-deux. Au commandement du HMS Burford (1679) de 70 canons, il sert sous  Lord Berkeley en 1696, et en juillet il est détaché pour effectuer une descende sur Groix, une île proche de  Belle-Île, au large de la côte sur de la Bretagne, où il emporta 1 300 têtes de bétail,  de chevaux, de navires et de petits bateaux. Il est promu au commandement du HMS Ranelagh (1697) armé de 80 canons lors du déclenchement de la guerre de Succession d'Espagne, et prend part sous le commandement de James Butler à la bataille de Cadix en 1702, et à la victorieuse bataille navale de Vigo qui lui fait suite; après quoi il se retire du service.
En 1696, il avait été gratifié de la cité et des domaines de Grantstown et autres lieux dans le Queen's County par le roi Guillaume III d'Angleterre en récompense de ses bons services, et il entre à la  Chambre des communes irlandaise en 1713 comme représentant du comté de Laois au Parlement d'Irlande jusqu'à ce qu'il soit élevé à la pairie d'Irlande le 27 avril 1715 sous le titre de 1er baron Gowran de Gowran, Kilkenny. Il prend possession de son siège le 12 novembre, et le 14 novembre il contribue à la préparation d'une adresse au roi afin de le complimenter pour son accession au trône. Il meurt le 9 juin 1727.

## Union et postérité
Fitzpatrick épouse en 1718 Anne, la plus jeune des filles de Sir John Robinson de Farmingwood, dans le Northamptonshire, dont il a deux fils, John et Richard. Le premier, obtient la promotion de ses domaines sous le nom de comté irlandais d'Upper Ossory (en), le 5 octobre 1751 et est le père de  Richard Fitzpatrick.

## Source
- (en)  James McMullen Rigg, « Fitzpatrick, Richard (d.1727) », dans Leslie Stephen, Dictionary of National Biography, vol. 19, Londres, Smith, Elder & Co, 1889, p. 191.